# Peter des Roches
Peter des Roches (overleden: Farnham Castle, 9 juni 1238) was een Franse bisschop die gedurende de regeringen van Jan en Hendrik III van Engeland bisschop van Winchester was.

## Biografie
Peter des Roches was oorspronkelijk afkomstig uit de Touraine in Noord-Frankrijk. Hij wist een plek aan het Engelse hof te krijgen en werd zelfs Lord Chamberlain en naaste adviseur van Richard I van Engeland. Tevens diende hij als aartsdiaken van Poitiers en was hij verbonden aan het diocees van Lincoln. In 1205 werd hij door de invloed van Jan zonder Land verkozen tot bisschop van Winchester. Deze verkiezing werd echter betwist, maar werd op 25 september 1205 goedgekeurd door paus Innocentius III. Hij werd op 24 maart in het volgende jaar geconsacreerd. Tijdens het pauselijke interdict over Engeland bleef Peter des Roches aan de zijde van Jan staan.
In 1213 werd hij ook benoemd tot Chief Justiciar na de dood van Geoffrey Fitz Peter, maar hij werd in deze functie al na twee jaar vervangen door Hubert de Burgh. Tijdens de minderjarigheid van Hendrik III van Engeland was Des Roches een van de regenten van de jonge vorst. Naar verluidt was hij betrokken bij een complot in 1225 om Eleonora van Bretagne, die gevangen zat, naar Frankrijk te brengen. Hij nam twee jaar later samen met de bisschop van Exeter, William Briwere, deel aan de Zesde Kruistocht waar zij als adviseurs van keizer Frederik II optraden. Zo was Des Roches ook getuige van het sluiten van het verdrag van Jaffa. Na de kruistocht bracht hij enige tijd in Italië door en overleed hij in 1238 in Farnham Castle.
- Gemeinsame Normdatei: 119392127
- International Standard Name Identifier: 0000 0000 7970 4967
- Library of Congress Control Number: n95040302
- Nationale Bibliotheek van Israël: 987007390401905171
- Nederlandse Thesaurus van Auteursnamen: 159760135
- Réseau des bibliothèques de Suisse occidentale: 02-A013690593
- Système universitaire de documentation: 034508171
- Virtual International Authority File: 11552433
- WorldCat: E39PBJqKfbjXdV4CrFc7MJJ7HC